# متلازمة أنذر
متلازمة أنذر (بالإنجليزية: ANOTHER syndrome)‏ وهي مختصر للاسم الإنجليزي الذي يعدد أعراض المتلازمة ويشمل الصلع وضمور الأظافر والمضاعفات العينية وقصور الغدة الدرقية ونقص التعرق والنمش واعتلال الأمعاء وعدوى الجهاز التنفسي.:502
تعد هذه الحالة وراثية سائدة وهي شكل من أشكال خلل التنسج الأديمي الظاهر،:502 وهي تحدث بنسبة حالة لكل مليون شخص.
ويعد الدكتور بايك أول من وصف المتلازمة عام 1986.